# Esta noche es la víspera
Esta noche es la víspera es un drama teatral, obra estrenada el 12 de diciembre de 1958 del dramaturgo madrileño Víctor Ruiz Iriarte, que se basa en España poco después de la guerra civil española. Los personajes son: Elvira, Daniel, Elisa, Rosa, Anita, don Joaquín, Javier, Avelina, el Padre José, el Buen Señor, Marcos, Valentín, el muchacho, la muchacha, y el piloto.

## Trama
El drama comienza con Elvira y Daniel, una pareja casada, que está viajando hacia Francia cuando ven una casa de campo cerca de la frontera. Elvira detiene el coche a pesar de la oposición de Daniel, y los dos conocen a Elisa, mujer que trata de vender la casa. Curiosamente, Daniel encuentra una polvera muy parecida a la que Elvira había perdido, quien admite que la casa parece familiar. La escena termina con Elisa describiendo que los últimos visitantes habían venido a la casa el invierno pasado.
Además de este prólogo, el drama contiene dos actos.

## Descripción de personajes
Elvira: Mujer casada con Daniel. Viaja a España con otro hombre, Marcos, sin que su esposo lo sepa; finalmente, el Padre José hace que se arrepienta de su relación inmoral con Marcos, y decide volver a casa para confesárselo a Daniel.
Daniel: Hombre casado con Elvira que no es parte del diálogo del drama; vive en una silla de ruedas, y por eso acepta que su esposa se sienta libre en su matrimonio.
Elisa: Vendedora de la casa, que no tiene un papel importante en la acción; establece el principio del drama,
Rosa: Mujer arrogante que viene de un barrio rico en Madrid; vende diamantes de su bolsa. Era amante de Javier antes de que él la abandonara.
Anita: Viuda de un hombre que había sido encarcelado durante la guerra; va a París para escapar de la realidad; lleva allí una relación íntima de la que se siente culpable.
Don Joaquín: Hombre de pobre destreza social que se describe como un “pelma”; no tiene una gran razón para viajar a París, y se entristece por los insultos de Rosa y su inhabilidad de ganar la amistad de otros.
Javier: Hombre joven que acaba de casarse con Avelina, quienes van a París para celebrar su luna de miel; tenía una relación con Rosa hasta quince días antes del drama.
Avelina: Jovencita que se casa con Javier; muy protectora de su esposo, admira a las otras mujeres como Rosa, aunque ésta le tiene celos a Avelina en secreto.
Padre José: Sacerdote joven y vivo que disfruta del fútbol y del cine; es la figura central del drama porque sus varias frases sabias son causa de mejora del carácter de los otros.

## Representaciones destacadas
- Teatro (Estreno, 1958). Intérpretes: María Asquerino, Luisa Sala, José María Rodero, Mary Campos, Gracita Morales, Carmen Seco, Pablo Sanz.
- Televisión (10 de mayo de 1963, en el espacio Primera fila, de TVE). Intérpretes: Jesús Puente, José María Prada, José María Caffarel, Fernando Delgado, Paula Martel, Paco Morán, Manuel Torremocha, Mary Paz Pondal.
- Televisión (23 de abril de 1970, en el espacio Estudio 1, de TVE). Intérpretes: Fernando Guillén, Gemma Cuervo, Ana María Vidal, Carmen Bernardos, Enriqueta Carballeira.